# Francesco Sensidoni
Francesco Sensidoni (Bevagna, 1º gennaio 1901 – Roma, 5 novembre 1974) è stato un ingegnere italiano.

## Biografia
Nato a Bevagna, in provincia di Perugia, era figlio di Raffaele Angelo Sensidoni. Seguì gli studi universitari nell'allora scuola superiore per gli ingegneri di Roma, ove si laureò in ingegneria civile nel 1927. Venne subito chiamato all'incarico di assistente straordinario presso la cattedra di costruzioni idrauliche della predetta scuola. Oltre allo svolgimento di compiti didattici, collaborò in quel periodo con Luciano Conti, titolare, per alcuni studi sul trasporto solido.
Entrò nel corpo del genio civile nel 1930 e, destinato al servizio idrografico, fu capo reparto, prima nella sezione di Bari ove si occupò in particolare di problemi di acque sotterranee, poi nella sezione di Bologna, ove svolse in particolare studi sul trasporto solido, e infine in quella di Roma. Su entrambi i temi fu autore di varie pubblicazioni.
Promosso ingegnere capo, fu destinato nel 1935 al servizio dighe, nel quale rimase fino al 1957. In questo periodo, il più fervido in Italia, della realizzazione di serbatoi idroelettrici e per irrigazioni, Sensidoni, acquisita una profonda conoscenza della materia secondo gli indirizzi più avanzati e le tecnologie più moderne, fu attivo propulsore e consigliere del rinnovamento della tecnica delle dighe in Italia, tecnica che con le originali soluzioni, con il più avanzato sfruttamento dei materiali raggiunse rapidamente un posto di primo piano in campo internazionale.
Partecipò quale ufficiale del genio alla seconda guerra mondiale. Addetto ai servizi tecnici in Libia, poté risolvere la difficile situazione dell'approvvigionamento idrico dell'armata italiana fascista con soluzioni originali scaturite dallo studio dei fenomeni idrologici nelle regioni costiere a clima-caldo arido. Nell'aprile 1948, in rappresentanza dell'ingegnere Marco Visentini, presidente della sottocommissione, accompagnò i tecnici agricoli americani McCall e Tomlinson nel loro viaggio ispettivo per studiare l'ulteriore sviluppo delle risorse agricole e idrauliche della Sicilia.
Promosso ispettore generale del genio civile nel 1957, fu destinato al Consiglio superiore, presso il quale si occupò in particolare dei problemi relativi alle dighe. Il comitato italiano delle grandi dighe del ministero dei lavori pubblici lo ebbe come membro, e quello internazionale lo chiamò in numerose commissioni di studio. Progettò le dighe di Govossai e di Monte Lerno, in Sardegna.
Membro della commissione di collaudo della diga del Vajont, voluta dal ministro dei lavori pubblici Giuseppe Togni, osservò le condizioni intorno al bacino artificiale e gli eventuali spostamenti di masse rocciose sulle sponde del monte Toc, autorizzando periodicamente di colmare l'invaso ad altezze sempre maggiori, dagli iniziali 595 m ai 715. Si occupò con Pietro Frosini dei collaudi a Venezia e Cortina, e la sua relazione per il ministero fu redatta direttamente da Dino Tonini, direttore dell'ufficio studi della SADE.
Fu sospeso dal servizio nel 1963 e poi collocato a riposo nel 1966 per raggiunti limiti di età. Convinto di non aver fatto nulla di grave ma soltanto il suo dovere di funzionario del ministero dei lavori pubblici, sostenne il tormento del disastro e il peso del processo con forza d'animo che si alimentava dal suo passato di dedizione ai servizi presso l'amministrazione dello Stato.
In primo grado fu assolto da tutte le imputazioni perché il fatto non costituiva reato, mentre al processo d'appello venne condannato a quattro anni e mezzo di reclusione, con tre anni di condono, insieme ad Alberico Biadene, perché entrambi riconosciuti colpevoli di inondazione aggravata dalla previsione degli eventi compresa la frana e gli omicidi. La sentenza definitiva, pronunciata dalla IV sezione penale della Corte di Cassazione, lo condannò a tre anni e otto mesi di reclusione (un anno e otto mesi per gli omicidi colposi), di cui tre condonati: una condanna di pochi mesi interamente non scontata in carcere, essendo in cattive condizioni di salute in una clinica romana.
Dall'11 gennaio al 22 maggio 1973, al tribunale di Bassano del Grappa, fu uno dei tredici tecnici processati per l'alluvione nella vallata del Brenta del 4 novembre 1966. Era chiamato a rispondere del dramma quale assistente collaudatore della diga del Corlo, uno degli sbarramenti incriminati. Gli imputati furono tutti assolti per non aver commesso il fatto. Dopo alcuni mesi di sofferenze fisiche e morali, il 5 novembre 1974 morì a Roma.

## Nei media

### Cinema
- Nel film Vajont del 2001, diretto dal regista Renzo Martinelli, è stato impersonato da Pietro Ghislandi.[10]

### Televisione
- Vajont, una tragedia italiana, documentario del 2015, interpretato da Stefano Antonucci.[11]